# Sabre féminin par équipes aux Jeux olympiques d'été de 2016
Navigation
Pékin 2008 Tokyo 2020
L'épreuve de sabre par équipes féminin des Jeux olympiques d'été de 2016 de Rio de Janeiro se déroule à la Carioca Arena 3 le 13 août 2016.

## Format de la compétition
La compétition se dispute sur la forme d'un tableau d'élimination directe. Les huit équipes qualifiées sont réparties sur dans un tableau de 8. Les matchs sont constitués en fonction du classement mondial établi par la Fédération internationale d'escrime. L'équipe classée première parmi les présentes rencontre la huitième, la deuxième rencontre la septième, la troisième la sixième et la quatrième la cinquième.
Les équipes sont constituées de trois tireurs, chacun des tireurs d'une équipe rencontrant les trois tireurs de l'équipe adverse. Le match est constitué de relais de 5 points. Il y a donc 9 relais de cinq en cinq. La première équipe atteignant 45 points est déclarée vainqueur. Chaque relais est limité à 3 minutes effectives. Si au terme des trois minutes le cap des cinq points marqués n'est pas atteint, le tireur suivant continue jusqu'à atteindre son relais suivant.

## Qualifiés
Huit équipes se sont qualifiées par le biais du classement de la Fédération internationale d'escrime :
- Russie (1)
- Ukraine (2)
- France (3)
- États-Unis (4)
- Corée du Sud (5)
- Italie (6)
- Pologne (7)
- Mexique (9)

## Médaillés
| Or                                                                             | Argent                                                                        | Bronze                                                                           |
| Russie- Sofia Velikaïa - Yana Egorian - Ekaterina Dyachenko - Yuliya Gavrilova | Ukraine- Olha Kharlan - Olena Kravatska - Alina Komachtchouk - Olena Voronina | États-Unis- Ibtihaj Muhammad - Mariel Zagunis - Dagmara Wozniak - Monica Aksamit |

## Résultats

### Phase finale
|  | Quarts de finale | Quarts de finale | Quarts de finale | Quarts de finale |    |        | Demi-finales | Demi-finales | Demi-finales           | Demi-finales           |                        |                        | Finale | Finale | Finale | Finale |
|  |                  |                  |                  |                  |    |        |              |              |                        |                        |                        |                        |        |        |        |        |
|  |                  |                  |                  |                  |    |        |              |              |                        |                        |                        |                        |        |        |        |        |
|  |                  |                  |                  |                  |    |        |              |              |                        |                        |                        |                        |        |        |        |        |
|  | 1                | Russie           | 45               | 45               |    |        |              |              |                        |                        |                        |                        |        |        |        |        |
|  | 1                | Russie           | 45               | 45               |    |        |              |              |                        |                        |                        |                        |        |        |        |        |
|  | 8                | Mexique          | 31               | 31               |    |        |              |              |                        |                        |                        |                        |        |        |        |        |
|  | 8                | Mexique          | 31               | 31               | 1  | Russie | 45           | 45           |                        |                        |                        |                        |        |        |        |        |
|  |                  |                  |                  |                  | 1  | Russie | 45           | 45           |                        |                        |                        |                        |        |        |        |        |
|  |                  |                  | 4                | États-Unis       | 42 | 42     |              |              |                        |                        |                        |                        |        |        |        |        |
|  | 5                | Pologne          | 4                | États-Unis       | 42 | 42     | 43           | 43           |                        |                        |                        |                        |        |        |        |        |
|  | 5                | Pologne          |                  |                  |    |        |              | 43           |                        |                        |                        |                        |        |        |        |        |
|  | 4                | États-Unis       | 45               | 45               |    |        |              |              |                        |                        |                        |                        |        |        |        |        |
|  | 4                | États-Unis       | 45               | 45               | 1  | Russie | 45           | 45           |                        |                        |                        |                        |        |        |        |        |
|  |                  |                  |                  |                  | 1  | Russie | 45           | 45           |                        |                        |                        |                        |        |        |        |        |
|  |                  |                  | 2                | Ukraine          | 30 | 30     |              |              |                        |                        |                        |                        |        |        |        |        |
|  | 3                | France           | 2                | Ukraine          | 30 | 30     | 36           | 36           |                        |                        |                        |                        |        |        |        |        |
|  | 3                | France           |                  |                  |    |        |              |              |                        |                        |                        |                        |        |        |        |        |
|  | 6                | Italie           | 45               | 45               |    |        |              |              |                        |                        |                        |                        |        |        |        |        |
|  | 6                | Italie           | 45               | 45               | 6  | Italie | 42           | 42           | Match pour la 3e place | Match pour la 3e place | Match pour la 3e place | Match pour la 3e place |        |        |        |        |
|  |                  |                  |                  |                  | 6  | Italie | 42           | 42           | Match pour la 3e place | Match pour la 3e place | Match pour la 3e place | Match pour la 3e place |        |        |        |        |
|  |                  |                  | 2                | Ukraine          | 45 | 45     |              |              |                        |                        |                        |                        |        |        |        |        |
|  | 7                | Corée du Sud     | 2                | Ukraine          | 45 | 45     | 40           | 40           |                        |                        |                        |                        |        |        |        |        |
|  | 7                | Corée du Sud     |                  |                  |    |        |              | 40           |                        |                        | 4                      | États-Unis             | 45     | 45     |        |        |
|  | 2                | Ukraine          | 45               | 45               |    |        |              |              |                        |                        | 4                      | États-Unis             | 45     | 45     |        |        |
|  | 2                | Ukraine          | 45               | 45               | 6  | Italie | 30           | 30           |                        |                        |                        |                        |        |        |        |        |
|  |                  |                  |                  |                  |    |        |              |              |                        |                        |                        |                        |        |        |        |        |

### Matchs de classement 5-8
|  | Classement 5-8 | Classement 5-8 |                |    | Classement 5-6 | Classement 5-6 |
|  | Classement 5-8 | Classement 5-8 |                |    | Classement 5-6 | Classement 5-6 |
|  |                |                |                |    |                |                |
|  |                |                |                |    |                |                |
|  |                |                |                |    |                |                |
|  | Mexique        | 23             |                |    |                |                |
|  | Mexique        | 23             |                |    |                |                |
|  | Pologne        | 45             |                |    |                |                |
|  | Pologne        | 45             | Pologne        | 41 |                |                |
|  |                |                | Pologne        | 41 |                |                |
|  |                | Corée du Sud   | 45             |    |                |                |
|  | France         | Corée du Sud   | 45             | 40 |                |                |
|  | France         |                |                | 40 |                |                |
|  | Corée du Sud   | 45             |                |    |                |                |
|  | Corée du Sud   | 45             | Classement 7-8 |    |                |                |
|  |                |                |                |    |                |                |
|  |                |                |                |    |                |                |
|  |                |                |                |    |                |                |
|  | Mexique        | 45             |                |    |                |                |
|  | Mexique        | 45             |                |    |                |                |
|  | France         | 38             |                |    |                |                |
|  | France         | 38             |                |    |                |                |

## Sources
- Tableau des résultats du sabre féminin par équipes sur le site de la FIE
- Le site officiel du Comité international olympique
- Site officiel de Rio 2016